# Vaya Con Dios
Vaya Con Dios (с исп. — «Ступай с Богом») — бельгийская музыкальная группа, основанная в 1986 году в составе: Дани Клейн, Дирк Схауфс (Dirk Schoufs) и Вилли Ламбрегт (Willy Lambregt), которого впоследствии сменил Жан-Мишель Гилен (Jean-Michel Gielen).
Группа получила международное признание с песнями «Just a Friend of Mine», «What’s a Woman?», «Nah Neh Nah», «Don’t Cry for Louie», «Puerto Rico», «Heading for a Fall», «Johnny», «Don’t Break My Heart».
Продали более 7 миллионов альбомов и более 3 миллионов синглов.

## История
Группу основали Дани Клейн, участница группы «Arbreid Adelt!», и Вилли Ламбрегт, участник команды «The Scabs», к ним также присоединился контрабасист Дирк Схауфс (бывший участник «The Wild Ones»), четвёртым участником стал Филипп Алларт — барабанщик группы. Всех их интересовала цыганская музыка, джаз и опера, жанры, которые не получили общественного признания в Брюсселе. Дани Клейн (настоящее имя Даниель Сховартс) (Danielle Schoovaerts) родилась 31 декабря 1953 года во Фландрии. Сначала Дани Клейн была бэк-вокалисткой в группе Catalog of Cool, позже стала участницей Arbreid Adelt!. Затем Дани Клейн основала группу Vaya Con Dios.
Первый сингл Vaya Con Dios «Just a Friend of Mine» был в стиле латина, сингл стал большим хитом во Франции, а продажи сингла составили около 300 000 копий. Участники группы очень любили испанские ритмы, и акустическую стилистику. Дирк Схауфс чаще всего играл на акустической гитаре, а не на электрической. Группа заключила контракт с лейблом Ariola Records, и в 1987 году группа начала записывать свой первый студийный альбом под названием Vaya Con Dios, в записи участвовали многие музыканты, над песней «Puerto Rico» работал гитарист Берт Декорт (Berte Decort), состоявший ранее в группе The Mistress. Синглы «Don’t Cry for Louie» и «Puerto Rico» — одни из лучших песен альбома, громкие хиты. Они открыли больше возможностей для группы.
Основной мотив «Puerto Rico» использован российской группой «Запрещённые барабанщики» в песне «Убили негра».
Хотя группа была очень успешной в странах Латинской Америки, она продолжала оставаться неизвестной в Нидерландах, из-за стиля цыганской музыки. Однако Ламбергту успех группы совершенно не понравился, он любил рок-н-ролл и хотел слышать его в музыке Vaya Con Dios, он решил отколоться от Vaya Con Dios и вернулся в родную группу Scabs. Музыкантам Vaya Con Dios пришлось искать ему замену. На смену Ламбергту пришёл Жан Мишель Гилен.
Над вторым студийным альбомом Night Owls команда трудилась три года. Долгожданный альбом вышел в апреле 1990 года. Из альбома вышли три сингла «Nah Neh Nah» — веселая и энергичная песня, грустная меланхоличная песня «What’s a Woman?», и «Night Owls» — одноимённая песня с альбома. Наконец Vaya Con Dios прорвались и в Нидерландах — сингл What’s a Woman? поднялся на первую строчку, и был номером один три недели подряд. Тема песни — взаимоотношение мужчины и женщины, которые с одной стороны нужны друг другу, с другой — непонимание друг друга. Песня Nah Neh Nah стала своеобразной визиткой группы Vaya Con Dios, ведь песня стала европейским хитом.
Vaya Con Dios стали вторыми артистами «номер один», после Ивана Хейлена. Успех альбома и синглов был налицо.
В 1990-м году Дани Клейн ещё дебютировала как продюсер, она работала над альбомом Bridge to Your Heart группы Blue Blot. В 1991 году пути Дани Клейн и Дирка Схауфса разошлись, они потеряли интерес друг к другу и Дирк покинул группу. Вскоре после этого 24 мая 1991 года Дирк умер от наркозависимости и от СПИДа. Из первоначального состава Vaya Con Dios осталась только Дани Клейн. Она очень тяжело переживала смерть Дирка, и страдания отразились в следующем альбоме группы Time Flies (рус. Время летит). Альбом был выпущен в 1992 году. Он меланхоличней чем предыдущий, но с сохранением латинских ритмов и позитивного настроения. Хотя MTV активно крутил сингл «Heading for a Fall», альбом совершенно не понравился поклонникам Vaya Con Dios. Несмотря на то, что в Швейцарии альбом стал номером один в чарте, в других странах он добился не очень высоких позиций. В итоге успех альбома был скромнее чем у Night Owls. Но мировое турне 1993 года в поддержку альбома Time Flies проходило успешно.
Четвёртый альбом группа выпустила в 1995 году, под названием Roots and Wings. Альбом не изменился совсем, но в альбоме чувствуются настроения арабской и индийской музыки, но остался все тот же ритм-энд-блюз. Турне в поддержку альбома прошло в 1996 году, вместе с Vaya Con Dios на сцене выступал клавишник Симон Сховартс (Simon Shovaerts) (сын Дани Клейн). Хотя музыка и состав часто менялись, группа оставалась популярной в Европе, особенно во Франции, Германии и Скандинавии. За десять лет Vaya Con Dios продали семь миллионов дисков по всему миру, сотрудничали с многими музыкантами, успех группы стал заметен во многих странах Европы.

Но Дани Клейн не чувствовала никакой радости и удовлетворенности. В своем интервью 1996 года Дани Клейн объявила о прекращении своей музыкальной карьеры, чтобы путешествовать и жить нормальной жизнью. Через несколько лет после роспуска Vaya Con Dios Клейн смогла рассказать правду о причинах роспуска группы:
В последнее время работа в группе не приносила мне никакой радости и удовольствия, Vaya Con Dios напоминали заводную машину. Мне приходилось отменять концерты, потому что я болела. Музыканты приходили на работу на два месяца. У нас не было никакого контакта. Я даже не знала, нравилась ли им музыка, которую они играли. Мы об этом даже не говорили. Нет, это было не в моем стиле. Но я знала, что начинаешь с маленького, а потом все больше и больше. Давление росло, ожидания от каждого нового альбома росли все больше и больше.
После распада группы вышли два сборника лучших песен Vaya Con Dios — The Best Of Vaya Con Dios и What’s a Woman. Но в 1999 году Клейн вернулась в шоу-бизнес. Дани Клейн стала вокалисткой группы Purple Prose, по приглашению её близкого друга Тьерри Пласа (Thierry Plas), в том же году был издан дебютный альбом группы. В 2004 году Дани Клейн вернулась в Vaya Con Dios, и они записали пятый студийный альбом The Promise, выпущенный на независимом лейбле.
В ноябре 2006 года группа выпустила сборник The Ultimate Collection. Это CD и DVD акустического концерта в Бельгии 31 августа 2006 года. Единственный сингл с альбома — «Pauvre Diable». В октябре 2009 года вышел альбом Comme on est venu, все песни которого на французском языке. В декабре 2010 года песня Nah Neh Nah была перезаписана с немецкими диджеями Milk & Sugar в качестве ремикса, песня вошла в German Media-Control Charts, превзошла все ожидания и попала в топ 10.

## Дискография

### Студийные альбомы
| Год  | Альбом                                     | Наивысшие позиции в чартах | Наивысшие позиции в чартах | Наивысшие позиции в чартах | Наивысшие позиции в чартах | Наивысшие позиции в чартах | Наивысшие позиции в чартах | Наивысшие позиции в чартах | Наивысшие позиции в чартах | Сертификации                                                        |
| Год  | Альбом                                     | BEL (Фландрия)             | BEL (Валлония)             | NLD                        | AUT                        | CHE                        | SWE                        | NOR                        | FIN                        | Сертификации                                                        |
| ---- | ------------------------------------------ | -------------------------- | -------------------------- | -------------------------- | -------------------------- | -------------------------- | -------------------------- | -------------------------- | -------------------------- | ------------------------------------------------------------------- |
| 1988 | Vaya Con Dios - Выпущен: октябрь 1988      | —                          | —                          | —                          | 10                         | 23                         | 9                          | —                          | —                          | - FIN: 2 x Platinum                                                 |
| 1990 | Night Owls - Выпущен: апрель 1990          | —                          | —                          | —                          | 4                          | 1                          | 8                          | —                          | —                          | - NLD: Platinum - GER: Platinum - FIN: Gold                         |
| 1992 | Time Flies - Выпущен: сентябрь 1992        | —                          | —                          | 8                          | 4                          | 1                          | 13                         | 11                         | —                          | - NLD: Platinum - CHE: 3 x Platinum - GER: Platinum - NOR: Platinum |
| 1995 | Roots and Wings - Выпущен: сентябрь 1995   | 1                          | 2                          | 10                         | 11                         | 3                          | 16                         | 5                          | 32                         | - NLD: Gold - NOR: Gold                                             |
| 2004 | The Promise - Выпущен: сентябрь 2004       | 12                         | 73                         | 96                         | —                          | 67                         | —                          | —                          | 32                         |                                                                     |
| 2009 | Comme on est venu… - Выпущен: октябрь 2009 | 7                          | 4                          | —                          | —                          | —                          | —                          | —                          | —                          |                                                                     |

### Сборники лучших песен
| Год  | Альбом                                                                 | Наивысшие позиции в чартах | Наивысшие позиции в чартах | Наивысшие позиции в чартах | Наивысшие позиции в чартах | Наивысшие позиции в чартах | Наивысшие позиции в чартах | Наивысшие позиции в чартах | Наивысшие позиции в чартах | Сертификации |
| Год  | Альбом                                                                 | BEL (Фландрия)             | BEL (Валлония)             | NLD                        | AUT                        | CHE                        | SWE                        | NOR                        | FIN                        | Сертификации |
| ---- | ---------------------------------------------------------------------- | -------------------------- | -------------------------- | -------------------------- | -------------------------- | -------------------------- | -------------------------- | -------------------------- | -------------------------- | ------------ |
| 1996 | Best Of Vaya Con Dios - Выпущен: сктябрь 1996                          | 3                          | 3                          | 20                         | 15                         | 19                         | 1                          | 4                          | —                          | - NOR: Gold  |
| 1998 | What’s A Woman: The Blue Sides Of Vaya Con Dios - Выпущен: Ноябрь 1998 | —                          | —                          | —                          | —                          | —                          | —                          | —                          | —                          |              |
| 2006 | The Ultimate Collection - Выпущен: ноябрь 2006                         | 5                          | 9                          | —                          | —                          | 52                         | 52                         | —                          | 26                         |              |

### Синглы
| Год  | Сингл                                          | Наивысшие позиции в чартах | Наивысшие позиции в чартах | Наивысшие позиции в чартах | Наивысшие позиции в чартах | Наивысшие позиции в чартах | Наивысшие позиции в чартах | Сертификации | Альбом                  |
| Год  | Сингл                                          | BEL (Фландрия)             | BEL (Валлония)             | NLD                        | FRA                        | AUT                        | CHE                        | Сертификации | Альбом                  |
| ---- | ---------------------------------------------- | -------------------------- | -------------------------- | -------------------------- | -------------------------- | -------------------------- | -------------------------- | ------------ | ----------------------- |
| 1987 | «Just a Friend of Mine»                        | —                          | —                          | —                          | 7                          | —                          | —                          |              | Vaya Con Dios           |
| 1987 | «Puerto Rico»                                  | —                          | —                          | —                          | 46                         | 7                          | —                          |              | Vaya Con Dios           |
| 1988 | «Don’t Cry for Louie»                          | 9                          | —                          | 54                         | —                          | 16                         | —                          |              | Vaya Con Dios           |
| 1989 | «Johnny» (выпущен только во Франции)           | 22                         | —                          | —                          | —                          | —                          | —                          |              | Vaya Con Dios           |
| 1990 | «Nah Neh Nah»                                  | 1                          | —                          | 4                          | —                          | 25                         | 21                         |              | Night Owls              |
| 1990 | «What's a Woman?»                              | 1                          | —                          | 1                          | 5                          | 7                          | 6                          | - NLD: Gold  | Night Owls              |
| 1990 | «Night Owls»                                   | 6                          | —                          | 51                         | —                          | —                          | —                          |              | Night Owls              |
| 1992 | «Heading for a Fall»                           | 3                          | —                          | 3                          | —                          | 10                         | 5                          |              | Time Flies              |
| 1992 | «Time Flies»                                   | —                          | —                          | 51                         | —                          | 29                         | 30                         |              | Time Flies              |
| 1993 | «So Long Ago»                                  | —                          | —                          | —                          | —                          | —                          | —                          |              | Time Flies              |
| 1995 | «Don’t Break My Heart»                         | 6                          | 8                          | 28                         | —                          | —                          | —                          |              | Roots and Wings         |
| 1996 | «Stay with Me»                                 | 46                         | —                          | —                          | —                          | —                          | —                          |              | Roots and Wings         |
| 1996 | «Lonely Feeling»                               | —                          | —                          | —                          | —                          | —                          | —                          |              | Roots and Wings         |
| 2004 | «No One Can Make You Stay»                     | —                          | —                          | —                          | —                          | —                          | —                          |              | The Promise             |
| 2005 | «La Vida Es Como Una Rosa/Take Heed»           | —                          | —                          | —                          | —                          | —                          | —                          |              | The Promise             |
| 2006 | «Pauvre Diable»                                | —                          | 17                         | —                          | —                          | —                          | —                          |              | The Ultimate Collection |
| 2006 | «What’s a Woman» (совместно с Аароном Невилле) | —                          | —                          | —                          | —                          | —                          | —                          |              | The Ultimate Collection |
| 2009 | «Les voiliers sauvages de nos vies»            | 12                         | 34                         | —                          | —                          | —                          | —                          |              | Comme on est venu       |
| 2010 | «Hey (Nah neh nah)» Milk & Sugar Remix         | 10                         | 46                         | 5                          | —                          | 6                          | 4                          |              |                         |

## Участники группы
- Дани Клейн (1986—1996) (2004 — настоящее время) — вокал, продюсер
- Вилли Ламбрегт (1986—1990) — гитара, бэк-вокал
- Дирк Схауфс (1986—1991) — акустическая гитара, электрическая гитара, бэк-вокал
- Жан Мишель Гилен (с 1990) — гитара
- Филипп Алларт (с 1986) — ударные, перкуссия, продюсер